# Гольдберг, Александр Львович
Алекса́ндр Льво́вич Го́льдберг (8 июня 1922, Харьков, Украинская ССР — 4 мая 1982, Ленинград) — советский историк-славист, библиотековед, библиограф, книговед. Доктор исторических наук. Участник Великой Отечественной войны. Член Общества советско-немецкой дружбы (СССР—ГДР).

## Биография
Осенью 1934 года поступил в Детский литературный университет («Дом детской литературы»), созданный С.Я. Маршаком при содействии С. М. Кирова. Вместе с Александром в нём обучались и другие молодые поэты: Юрий Поляков, Александр Карякин, Александр Катульский, Ростислав Кетлер, Владимир Копман,  Илья Меерович, Вера Скворцова. Литературные занятия вёл сам С.Я. Маршак, а также Т. Г. Габбе, 3. М. Задунайская, А. И. Любарская, С. К. Безбородов, Е. Л. Шварц, Д. И. Хармс, Н. А. Заболоцкий, Л. И. Пантелеев.
В период Великой Отечественной войны был на фронте переводчиком. Награжден орденом Красной Звезды, медалью «За оборону Ленинграда» и медалью «За победу над Германией в Великой Отечественной войне 1941–1945 гг.».
В 1947 году окончил исторический факультет Ленинградского государственного университета, поступил туда же в аспирантуру.
1948—1953 гг. — преподаватель кафедры истории СССР Ленинградской высшей партийной школы.
В 1951 году защитил кандидатскую диссертацию «Сочинения Юрия Крижанича и русская действительность XVII века».
1953—1957 — ассистент, старший преподаватель кафедры истории КПСС Ленинградского института инженеров железнодорожного транспорта (ЛИИЖТ).
С 1957 года — главный библиотекарь Государственной Публичной библиотеки имени М. Е. Салтыкова-Щедрина (ГПБ, в настоящее время — Российская национальная библиотека).
С 1976 года — зав. сектором координации и методики научных исследований ГПБ.
С 1979 года — доктор исторических наук (тема диссертации: «Историко-политические идеи русской книжности XVI–XVII вв.»).
Похоронен на Преображенском еврейском кладбище.
Жена — Эрна Ильинична Алянская (1922—1999), племянница издателя и редактора Самуила Мироновича Алянского. После ранней смерти матери воспитание Эрны Алянской и ее сестры взяла на себя ее тетя (сестра отца) — Берта Мироновна Алянская (1899—2005), одна из старейших организаторов библиотечной работы в Ленинграде.
Дочери: Софья (в замуж. Галибина; 1947—2007) и Елена Гольдберг.

## Основные публикации
- Гольдберг А. Л. Три «послания Филофея» // Труды Отдела древнерусской литературы, т. XXIX, Л., 1974, с. 68—97.
- Голубева О. Д., Гольдберг А. Л. На полках Публичной библиотеки: Очерки / О. Д. Голубева, А. Л. Гольдберг; Всесоюзное добровольное общество любителей книги. — М.: Книга, 1978. — 112 с. — 50 000 экз. (обл.)
- Голубева О. Д., Гольдберг А. Л. На полках Публичной библиотеки: Очерки о Публ. б-ке им. М. Е. Салтыкова-Щедрина. — М.: Книга, 1983. — 224 с.
- Голубева О. Д., Гольдберг А. Л. В. И. Собольщиков // В. И. Собольщиков. В. Ф. Одоевский / О. Д. Голубева, А. Л. Гольдберг. — М.: Книга, 1983. — 232 с. — (Деятели книги). — 10 000 экз. (в пер.)

Диссертация
- Гольдберг А. Л. Сочинения Юрия Крижанича и русская действительность XVII века. Автореферат диссертации на соискание уч. степени кандидата ист. наук. Л., 1950. 20 с. (Ленингр. ордена Ленина гос. ун-т им. А. А. Жданова).